# Lineke Rijxman
 (janvier 2019).
Si vous disposez d'ouvrages ou d'articles de référence ou si vous connaissez des sites web de qualité traitant du thème abordé ici, merci de compléter l'article en donnant les références utiles à sa vérifiabilité et en les liant à la section « Notes et références ».
Lineke Rijxman, née Carolina Elisabeth Rijxman le 14 avril 1957 à Bussum,, est une actrice néerlandaise.

## Filmographie

### Cinéma et téléfilms
- 1981 : La Fille aux cheveux roux (Het meisje met het rode haar) : Judith
- 1984 : Gebroken Spiegels (nl) : Diane
- 1986 : In de schaduw van de overwinning (nl) : Rebecca Blumberg
- 1989 : Ongedaan Gedaan (nl) : Diane
- 1993 : Verhalen van de straat : Annabella
- 1994 : Oude tongen : Mary Delevita
- 1995 : Filmpje! (nl) : Gill
- 1995 : Antonia et ses filles (Antonia) : Sarah
- 1996 : Laagland (nl) : Ellen
- 1999 : Verdi : Zus
- 1999 : Leven en dood van Quidam Quidam (nl) : La manageuse Evita Sikkenooy
- 2000-2005 : Inspecteur de Cock (Baantjer: De Cock en de zaak Vledder) : Deux rôles (Sacha van der Ploeg et Karin van Wessel)
- 2001 : All Stars (nl) : La mère de l'arbitre
- 2001 : Miaou ! (Minoes) : Pia Bongers
- 2001 : Wet & Waan (nl) : Mme Man in 't Veld
- 2001 : Goede daden bij daglicht : Marian
- 2001 : Zus et Zo : Esther
- 2002 : TV7 : Laetitia du Pré
- 2002 : Spangen (nl) : Paula de Vlieger
- 2004 : Enneagram (téléfilm) : Eva
- 2005 : Inspecteur de Cock (Baantjer: De Cock en de kroongetuige) : Sacha van der Ploeg
- 2005 : Kleine Pauze (nl) : Titia Uittenbroek
- 2005-2006 : Vuurzee (nl) : Josje Aslan-De Beus
- 2005-2007 : Keyzer & De Boer Advocaten : Marietta Klein
- 2006 : IC (nl) : Kwaliteit van leven : Saskia Zuidema
- 2007 : Zadelpijn (nl) : Nina
- 2007 : Alles is liefde : Jutta Horvath
- 2008 : S1NGLE (nl) : La vendeuse
- 2009-2013 : 't Schaep met de 5 pooten (nl) : Jacqueline Withof
- 2009 : Vuurzee II (nl) : Josje Aslan-De Beus
- 2011 : Alle tijd (nl) : Reina
- 2011 : 't Spaanse Schaep (nl) : Jacqueline Withof
- 2012 : Dokter Deen (nl) : Emma Zijlstra
- 2013 : 't Schaep in Mokum (nl) : Jacqueline Withof
- 2015 : Schaep Ahoy (nl) : Jacqueline Withof
- 2016 : Rundfunk (nl) : Mme Wevers
- 2017 : Voetbalmaffia : La docteur Stevens
- 2017 : De Terugkeer van de Wespendief : La professeur de biologie
- 2018 : Taal is zeg maar echt mijn ding (nl) : Layla
- 2018 : Flikken Maastricht : La psychologue